# يوجينة رأس الرجاء
أوجينيا رأس الرجاء (الاسم العلمي:Eugenia capensis) هي نوع من النباتات تتبع جنس الأوجينيا من الفصيلة الآسية.